# Lena Christ

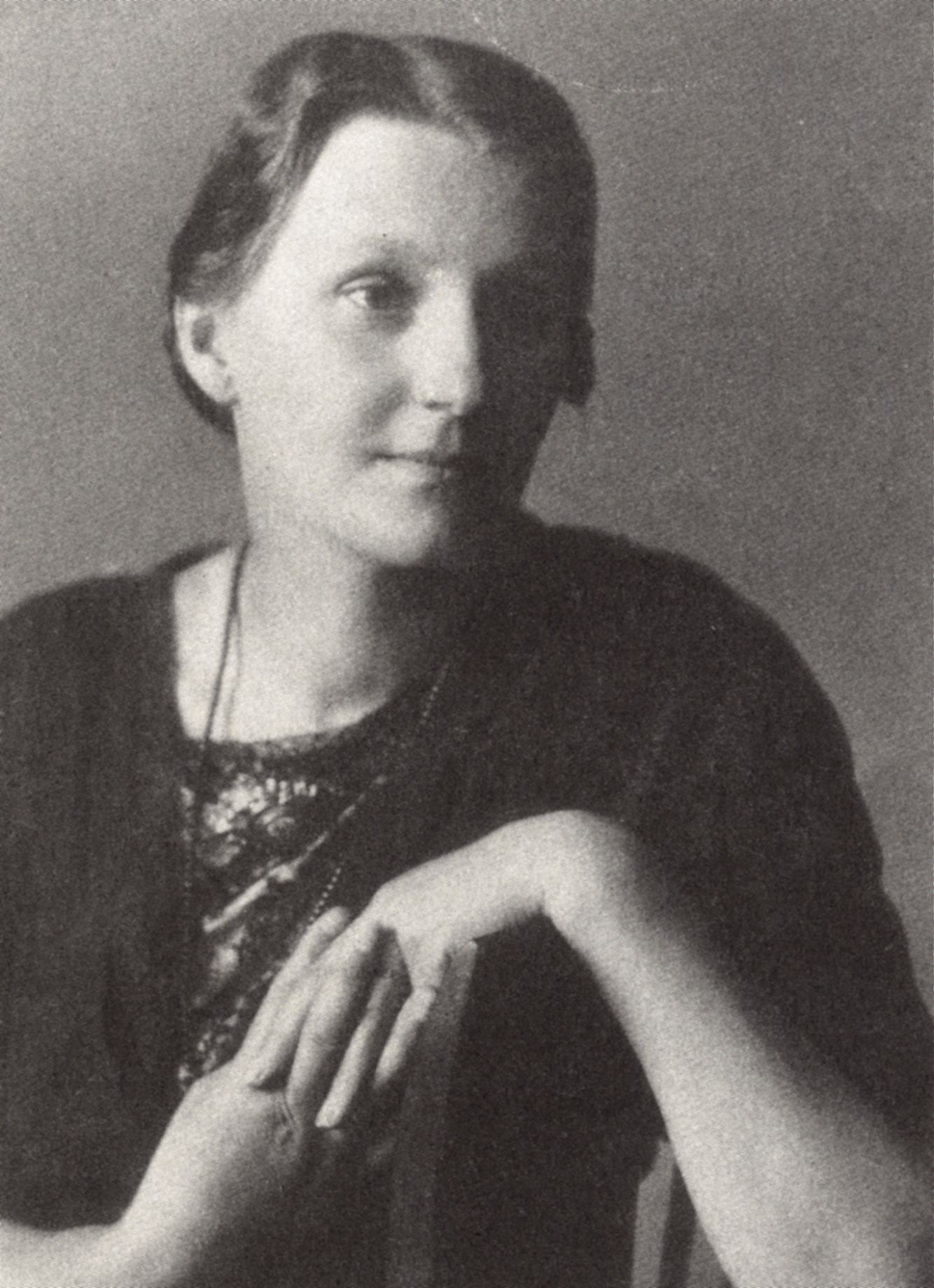
Lena Christ (um 1911)

Lena Christ (* 30. Oktober 1881 in Glonn als Magdalena Pichler; † 30. Juni 1920 in München) war eine deutsche Schriftstellerin.

## Leben und Werk
Magdalena wurde als außereheliches Kind von Magdalena Pichler (1860–1928), damals Köchin auf Zinneberg bei Glonn, geboren. Zur Vaterschaft bekannte sich der Schmiedgeselle und Geschäftsreisende Karl Christ aus Mönchsroth bei Dinkelsbühl. Obwohl sich Karl Christ, damals beim Münchner Rittmeister Ewald Hornig angestellt, „ausdrücklich“ zur Vaterschaft bekannte und sich zu Unterhaltszahlungen verpflichtete, bezweifelten später Zeitgenossen und Biografen dessen Vaterschaft. Der wahre Vater sei eher bei den Scanzoni zu Lichtenfels auf Schloss Zinneberg zu vermuten. Genährt wurde die Mutmaßung auch dadurch, dass Lena Christ angab, dass ihre Mutter behauptete, ihr Vater sei beim Untergang der Cimbria am 19. Januar 1883 auf dem Weg nach Amerika auf hoher See verschollen und ums Leben gekommen. Allerdings war ein Karl Christ auf keiner Passagierliste verzeichnet. Lena Christs Mutter wollte oder musste daher womöglich die wahre Vaterschaft verschweigen. Der Glonner Ortschronist Hans Obermair merkte ebenfalls an, Karl Christ sei zwar nach Amerika ausgewandert, aber erst später, wobei er auch wohlbehalten dort ankam. Für den wahrscheinlichen Vater hält er Albert von Scanzoni oder Ewald Hornig. In der Taufmatrikel der Glonner Kirche St. Johannes der Täufer ist jedoch angegeben, dass die Vaterschaft des Karl Christ von der Mutter angegeben wurde, dieser jedoch nicht im standesamtlichen Verzeichnis als Vater eingetragen wäre. Für eine Vaterschaft Christs spräche, dass in der Taufmatrikel als Aufenthaltsort des Kindes angegeben ist: bei den Eltern.

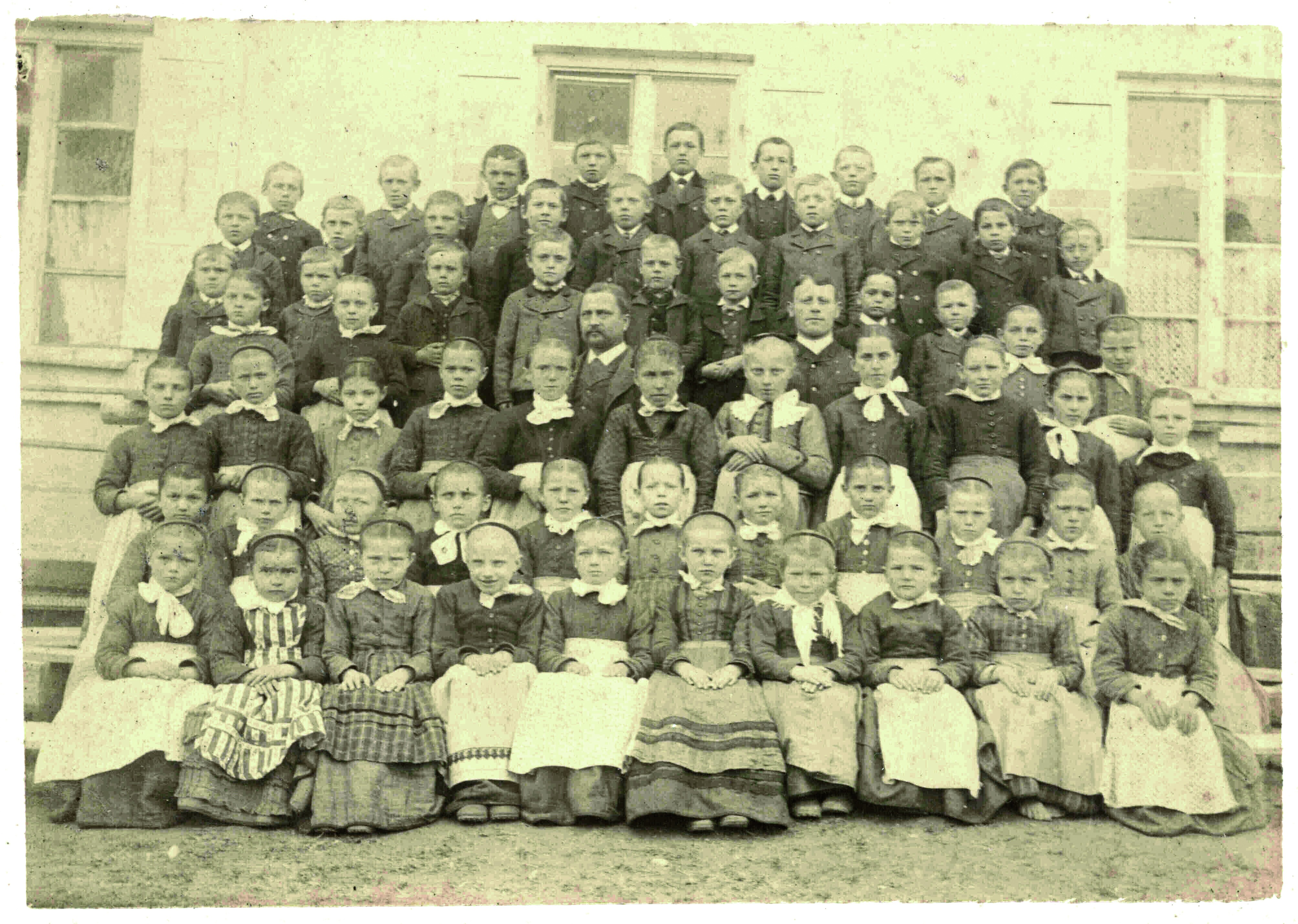
Klassenphoto etwa 1893 (Lena Christ in der Mitte der untersten Reihe mit Schürze mit zwei dunklen Streifen)

Die ersten sieben Lebensjahre verbrachte Lena Christ bei ihrem Großvater, dem Bauern Mathias Pichler (Bichler) (1827–1894) und der Stiefgroßmutter und Großtante Magdalena Pichler geb. Hauser. Später erinnerte sie sich an diese Zeit als ihre glücklichste, zu ihrer „Münchner Mutter“ hatte sie nur ein einziges Mal Kontakt. In der Schule zeigte sie, die „Handschusterleni“, sich talentiert und aufgeweckt. Lena Christ hing sehr an ihrem Großvater, den sie zeitlebens verehrte und dem sie später den Roman Mathias Bichler widmete. Aufgrund seiner handwerklichen Fertigkeiten „Handschuster“ genannt, galt dieser als gütig, ruhig und bescheiden; er war im Ort beliebt und wurde als hilfsbereit geschätzt.
1888 heiratete ihre Mutter den Metzgergesellen Josef Isaak (in der Magistratssitzung vom 19. Oktober 1888 wurde das Verehelichungszeugnis erteilt an Josef Isaa(c)k, Gastwirt von hier mit Magdalena Pichler, Köchin von Glonn) und holte das siebenjährige Mädchen gegen den Willen der Großeltern zu sich nach München. In der elterlichen Gaststätte musste sie Schwerstarbeit verrichten. Das Verhältnis zur Mutter war von einer Hassliebe und erlittener Gewalt geprägt. Sie wurde ausgebeutet und litt sehr unter der Kälte der Mutter und den körperlichen Züchtigungen. Aufgrund dieser schwersten Misshandlungen durch die Mutter lebte Lena Christ seit 1892 wieder ein Jahr lang bei ihren Großeltern in Glonn. Mitte 1893 erfolgte eine erneute Rückkehr nach München; dort gingen die seelischen und körperlichen Misshandlungen durch die Mutter unverändert weiter. Der Tod ihres Großvaters im Jahre 1894 führte bei der verzweifelten Lena Christ zu einem Suizidversuch.
Um der harten Arbeit und den Ausbrüchen der Mutter zu entgehen, entschloss sie sich 1898, als Kandidatin und Lehramtsschülerin zur St. Josefskongregation im einstigen Kloster der Prämonstratenser in Ursberg zu gehen. Nach anderthalb Jahren trat sie aus und kehrte ins Elternhaus zurück.

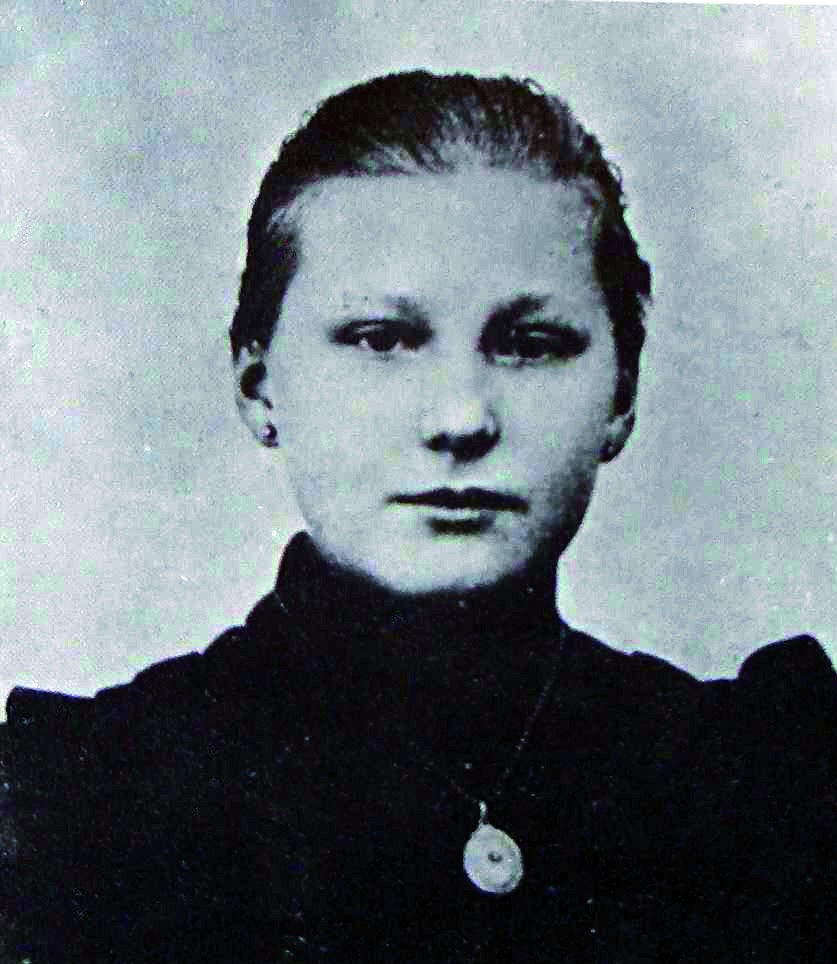
Lena Christ (1898)

Ein weiteres Zerwürfnis mit der Mutter führte 1900 zu einem erneuten Suizidversuch. Von ihrem Stiefvater, der sie zwar nicht misshandelte, sie aber auch nicht vor ihrer Mutter beschützte, wurde sie mit aufgeschnittenen Pulsadern im Weinkeller der elterlichen Gaststätte aufgefunden und gerettet. Im selben Jahr begann sie ihre Arbeit als Köchin und Kellnerin in der Ausflugsgaststätte „Floriansmühle“ im Norden Münchens. Obwohl sie dort aufblühte, zogen sie Heimweh und falsch verstandenes Pflichtgefühl zu Weihnachten zurück ins Elternhaus.
1901 heiratete sie den Buchhalter Anton Leix und bezog mit diesem eine Wohnung im Haus der Schwiegereltern. Die Hochzeit war, wie damals üblich, eine reine Vernunftsehe. Zahlreiche Freier bemühten sich um die attraktive Lena Christ, doch entschied sie, zusammen mit ihren Eltern, nach Stand, Beruf und Vermögen des Mannes. 1902 gebar sie ihren Sohn Anton, ein Jahr später ihre Tochter Magdalena. Rasch kam es zu Ehekrisen. Anton Leix begann zu trinken und spielen und überwarf sich mit seinen Eltern, deren Haus das Ehepaar 1904 verlassen musste. Es folgten zahlreiche Wohnungswechsel und Lena Christ beklagte sich später über gewalttätige, auch sexuelle Übergriffe ihres Mannes. 1906 gebar sie Tochter Alexandra Eugenie. Außerdem erlitt sie drei Fehlgeburten. Ihr Ehemann fiel zunehmend wegen seiner Trunksucht und daraus resultierenden finanziellen Schwierigkeiten auf. 1909 trennte sich Lena von ihm und verließ ihn.
Ihr Sohn Anton kam zu den Schwiegereltern und hatte nie mehr Kontakt zur Mutter. Anton Leix wurde im gleichen Jahr wegen Unterschlagung verurteilt und 1914 aus der Haftanstalt Nürnberg entlassen. Er heiratete später erneut und starb 1942 mit 64 Jahren. In ihren „Erinnerungen“ lässt Lena Christ ihren tobsüchtigen Mann in eine Irrenanstalt einweisen und dort enden.
Durch Schreibarbeiten versuchte Lena Leix nun notdürftig, den Lebensunterhalt für sich und ihre beiden Töchter zu bestreiten. In Haidhausen bewohnten sie kostenlos Neubauten, um diese „trockenzuwohnen“. 1910 erkrankte sie schwer an einer Lungenentzündung, die Töchter wurden ihr entzogen und in ein katholisches Kinderheim verbracht. Notizen und Dokumente der Königlichen Polizeidirektion legen nahe, dass sich Lena Christ zu dieser Zeit gelegentlich prostituierte, um den Lebensunterhalt für sich und die Kinder zu sichern. Nach Marita Panzer soll sie im März 1911 wegen Kuppelei und im Juni 1911 wegen Gewerbsunzucht durch das Schöffengericht München zu jeweils vier Wochen Haft verurteilt worden sein. Der Generalanzeiger der Münchner Neuesten Nachrichten berichtete am 17. März 1911, dass der „Expedient A. Leix von hier und dessen Ehefrau […] in ihren Wohnungen Zimmer als unsittliche Absteigquartiere an Herren und Damen gegen entsprechende Risikoprämien“ vermietet hätten und Anton Leix Möbel, die er im Ratenkauf um 2800 Mark erworben hätte, vor der vollständigen Bezahlung trotz Eigentumsvorbehalt um 800 Mark verkauft hätte. Anton Leix, der bereits wegen Diebstahls eine Gefängnisstrafe von zwei Jahren verbüßte, wurde zu einer Gesamtfreiheitsstrafe von vier Jahren verurteilt, Magdalena Leix erhielt wegen Kuppelei eine Gefängnisstrafe von einem Monat.
Seit 1911 arbeitete sie als Diktatschreiberin beim Schriftsteller Peter Jerusalem, der später als Peter Benedix bekannt wurde. Im Juli 1912 verlobte sie sich mit ihm, 1912 heiratete sie ihn; die Ehe mit Anton Leix war am 13. März 1912 geschieden worden. Jerusalem veranlasste sie dazu, ihre persönlichen Erlebnisse niederzuschreiben.
Im September 1912 erschien ihr Debütwerk Erinnerungen einer Überflüssigen unter dem Namen Lena Christ, den sie für alle weiteren Veröffentlichungen nutzte. Darin schildert sie in ungewöhnlich drastischen Worten ihr Leben, das zerrüttete Verhältnis zu ihrer Mutter und die menschlichen und sexuellen Tragödien ihrer Ehe. Ihre Töchter kehrten im gleichen Jahr zu ihr zurück. Der Erfolg des Buches blieb anfangs aus, doch wurde es von der Literaturkritik gelobt und ein freundschaftlicher Kontakt zu Ludwig Thoma, Wilhelm Langewiesche und Korfiz Holm begann. Zu diesem Zeitpunkt bis 1914 lebte sie in der Villenkolonie Gern.
1913 verfasste sie das Buch Lausdirndlgeschichten, ebenfalls bestehend aus Erinnerungen an ihre Kindheit. Thoma kritisierte sie dafür und sah darin ein Plagiat seiner Lausbubengeschichten. Allmählich stellte sich literarischer Erfolg ein. Ihr Roman Mathias Bichler blieb jedoch bei Erscheinen 1914 weitgehend unbeachtet. Darin schilderte sie den abenteuerlichen Lebenslauf eines kleinen Holzschnitzers im Leitzachtal und Tirol. Dabei handelte es sich um ihr erstes Werk, das nicht auf Autobiografisches zurückgreift. Weithin bekannt machte sie nach Beginn des Ersten Weltkriegs das Buch Unsere Bayern anno 14, dem 1915 Unsere Bayern anno 14/15 folgte. Darin sammelte sie Geschichten, die Geschehnisse und Atmosphäre zu Beginn des Ersten Weltkriegs in Bayern, in Stadt und auf dem Land, schildern. 1915 wurde sie zu einer Audienz bei König Ludwig III. geladen, im Folgejahr erhielt sie das Ludwigskreuz für ihre vaterländischen Verdienste. Ebenfalls 1916 begann sie ihre Arbeit am Drama Die Rumplhanni, das sie auf Anraten von Benedix zum Roman umschrieb. In diesem schildert sie die skrupellosen Versuche von Johanna Rumpl, Köchin von Öd (nahe Schönau bei Bad Aibling), gesellschaftlichen Aufstieg und Selbständigkeit zu erreichen. In den Roman flossen sowohl eigene Erinnerungen als auch Erfahrungen der Mutter ein. 1917 löste Christ den Münchner Haushalt auf und übersiedelte nach Landshut, wohin der 1915 zum Militär einberufene Benedix abkommandiert wurde. Lena Christ erkrankte an Tuberkulose und Depressionen.
Durch Benedix machte sie 1918 bei Lesungen im Lazarett Bekanntschaft mit dem kriegsversehrten jungen Sänger Ludwig Schmidt, als Lodovico Fabri als Sohn deutscher Eltern in Italien geboren, und verliebte sich in diesen. Sie löste sich von Benedix und zog gemeinsam mit Schmidt, ihrem „Buben“, zurück nach München. 1919 veröffentlichte sie Erzählungen unter dem Titel Bauern sowie Madam Bäuerin, ein heiteres Werk, das jedoch kritisiert wurde, da es „roh“ und „unvollendet“ wirke, wobei als Grund fehlende Konzentration aufgrund von Krieg und privater Krisen vermutet werden. Im Herbst trennte sich Benedix von seiner Frau.
1920 verließ sie Ludwig Schmidt, für den Lena Christ nur eine Affäre unter vielen war. In große wirtschaftliche Not geraten, signierte sie wertlose Bilder mit den Namen bekannter Maler, verkaufte sie und kam so wegen des Fälschens von Bildern in Konflikt mit dem Gesetz. Um ihre Mutter zu schützen, nahm zunächst Tochter Magdalena die Schuld auf sich.
Von einer Gefängnisstrafe bedroht, fuhr sie am 30. Juni 1920 mit der Straßenbahn zum Münchner Waldfriedhof / Alter Teil (Grab Nr. 44-3-1 (#)). Dort traf sie ihren Ehemann Peter Benedix, der ihr eine Dosis Zyankali überreichte. Mit dem Gift vollzog sie, vor dem Grab von Ludwig Schmidts Vater, den Suizid. Es ist heute fraglich, ob sie vor allem die drohende Gefängnisstrafe zu diesem Schritt veranlassten oder Depressionen und der Wunsch, die eigene Ehre zu bewahren. Vor ihrem Suizid schrieb sie einige ausführliche Abschiedsbriefe, unter anderem an Ludwig Thoma und ihren Schwiegersohn Heinrich Dietz. In ihrem Grab (Waldfriedhof Nr. 44-3-14) wurden später auch ihre jüngste Tochter Alexandra († 1933), ihr Halbbruder Friedrich Isaak († 1973) und dessen Frau Berta († 1958) beigesetzt. Auf dem Grabkreuz ist als Lena Christs Sterbedatum statt des 30. Juni der – im Kalender gar nicht vorgesehene – 31. Juni angegeben.
Von ihrem Mann, Mitarbeiter der Münchner Neuesten Nachrichten, erschien dort am 13. Juli 1920 unter seinem Namen Peter Jerusalem auf der Titelseite ein Nachruf auf Lena Christ.
Ihre Privatbibliothek befindet sich heute in der Münchner Stadtbibliothek.

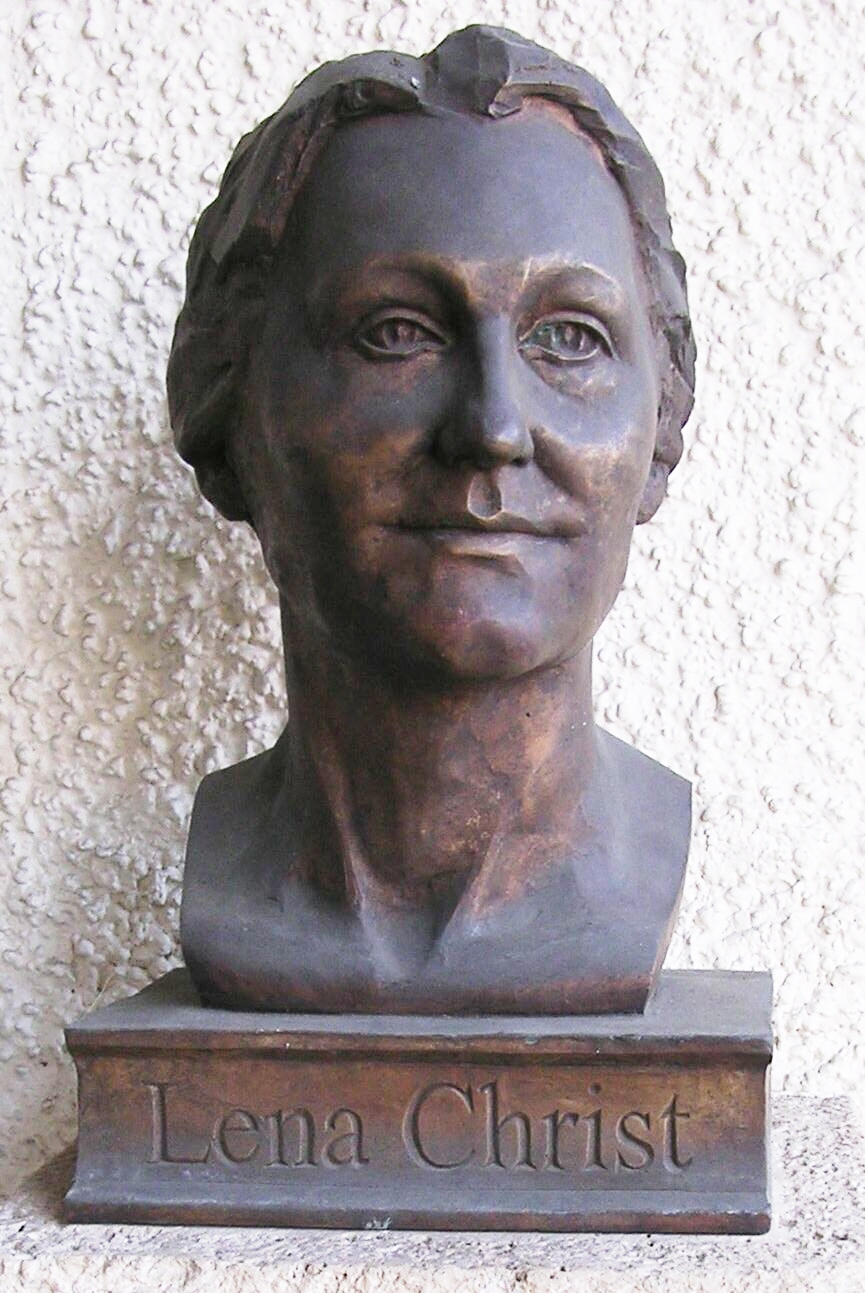
Büste von Lena Christ am Rathaus in Glonn

## Bedeutung und Beurteilung
Heute ist Lena Christ als bedeutende deutsche Autorin anerkannt. Mit Erinnerungen einer Überflüssigen, Die Rumplhanni und Mathias Bichler schuf sie drei bleibende Werke. Beeindruckend ist unter anderem die Verarbeitung ihrer eigenen Beobachtungen und Erlebnisse in ihren Büchern, die einen tiefen Einblick in das ärmliche Leben der Arbeiterklasse, der Dienstboten und der Landbevölkerung Anfang des 20. Jahrhunderts geben. Eine weitere zeitgenössische Repräsentantin dieser gesellschaftskritischen Regionalliteratur, Emerenz Meier, ist neben ihr in Vergessenheit geraten.
Die Heimatforscherin Maria Sedlmaier schrieb über Lena Christ: „Ihre Bücher sind voller Vaterlandsliebe, den Stoff entnahm sie aus ihrer Heimat, sie war eine überaus volkstümliche Schriftstellerin, verstand es meisterhaft zu fabulieren, kurz im Dialog packend, spannend, voll Humor und Witz, jedoch zuweilen etwas derb.“
Die Münchner Neuesten Nachrichten schrieben elf Jahre nach Lena Christs Tod, hätte sie „nicht vorzeitig die Rennbahn verlassen“, so würde sie „heute wahrscheinlich die berühmteste Dichterin Bayerns sein, würde in einer Front mit den besten Namen der neuen deutschen Erzählung stehen.“ Literaturkritiker Werner Mahrholz nannte sie als das „rein dichterisch vielleicht neben Annette Droste größte, stärkste, sinnlichste Talent unserer ganzen Literatur“.
Biografin Marita Panzer merkte ebenfalls an, dass Lena Christ in der kurzen Zeitspanne von acht Jahren ein „beachtliches Werk“ vorgelegt habe, das bis heute Anerkennung finde. Dass viele Rezensenten sie aufgrund ihrer bäuerlichen Abstammung und Verwendung des bairischen Idioms der Heimatkunstbewegung zuordneten, betrachte sie allerdings als falsch. Die Heimat, das Dorf, das Bauerntum schildere Lena Christ keinesfalls als Idylle, sondern beschreibe eine harte, hierarchisch geprägte Realität, Gewalt und Bigotterie. Zudem habe Lena Christ ab ihrem achten Lebensjahr als Wirtstochter in der Großstadt München gelebt.
In Erinnerungen einer Überflüssigen sieht Panzer keineswegs eine reine Autobiografie. Das Werk erfülle einen „literarischen Anspruch“, sei nicht nur „subjektiv“, sondern „dramatisiert und weitgehend ein literarisches Konstrukt“. Die Literaturwissenschaftlerin Herta-Elisabeth Renk lobte das Buch als „großes literarisches und menschlichen Zeugnis“, als „Dichtung und Wahrheit einer Frau, einer Zeit und einer Gesellschaft“, kritisierte aber, dass Christ nicht zwischen „objektiver Wahrheit und subjektiver Verarbeitung ihrer Schilderungen“ unterschied.
Gunna Wendt beschreibt in ihrer Biografie, für Lena Christ wäre das Schreiben „eine Fluchtlinie“ gewesen, da es ihr ermöglichte, „das Leben nicht nur passiv zu erdulden, sondern aktiv zu gestalten“. Aus Ohnmacht wurde so die Macht einer Schöpferin. Monika Baumgartner verkörperte 1981 die Hauptrolle in der Verfilmung Die Rumplhanni, wobei sie sich, nach eigenen Angaben, aggressiv bei Rainer Wolffhardt um diese Rolle bemühte. Baumgartner zeigte sich begeistert von Lena Christ, deren Werk sie mit Oskar Maria Graf verglich: „Diese Sprache, die Sperrigkeit, das ist mehr Graf, bei dem knarzt es auch so. Ludwig Thoma ist da viel geschmeidiger.“
Ghemela Adler stellte in ihrer Dissertation fest, dass Peter Benedix bis heute das Bild der Lena Christ präge. Als Vertreter der konservativ-traditionalistischen Heimatkunstbewegung habe er Lena Christ zur „primitiv-kindhaften Frau“ erklärt, deren Erzählkunst „triebhaft“ sei. Er schilderte seine Frau, Jahrzehnte später wohlgemerkt, als „physisch und psychisch kranke Frau, die Fürsorge und Führung“ bedurft habe. Er bezeichnete Lena Christ als ungebildete Kindfrau, die ihre Werke aus dem Unbewussten schöpfe. Dieser Deutung schloss sich teilweise auch der Biograf Günter Goepfert an. Marita Panzer widerspricht derartigen Deutungen. Lena Christ sei eine „kluge und musisch begabte Frau“ gewesen, voller „Kreativität und lustiger Einfälle“. Bereits 1998 forderte Ingrid Reuther, die Biografie der Lena Christ sei „revisionsbedürftig“. Peter Benedix’ Biografie fehle in weiten Teilen die Distanz und sei voller „einseitiger Darstellungen“. Benedix’ Biografie lese sich wie eine Rechtfertigungsschrift; die eines Mannes, der literarisch zeitlebens im Schatten seiner Frau stand, sich aber als deren Entdecker und Mentor gerierte. Jahrelang stritt er mit Lena Christs Töchtern über Tantiemen und Verwertungsrechte. Dominik Baur verweist darauf, dass Benedix trotz seines Verdienstes, Lena Christs Talent erkannt zu haben, ihr auch von typischer Heimatliteratur à la Thoma und Ganghofer abzuraten und stattdessen auf Vertreter des Realismus wie Jeremias Gotthelf und Gottfried Keller zu verweisen, ein „unangenehmer Typ“ gewesen sei, ein „zwiespältiger, wenn nicht zwielichtiger Charakter“. Statt ihr den Suizid auszureden, habe er Lena Christ in diesem Vorhaben bestätigt. Autorin Asta Scheib ist ebenfalls der Ansicht, er habe ihr den Selbstmord eingeredet, um anschließend davon profitieren zu können. In maßloser Selbstüberschätzung überhöhte er seine Rolle als ihr Entdecker. Die Biografie Der Weg der Lena Christ veröffentlichte er 1940, genau nach zwanzig Jahren, nach Ablauf der Verjährungsfrist, in der er erstmals einräumte, Lena Christ das Gift beschafft zu haben.

## Gedenken
Museum und Ausstellung

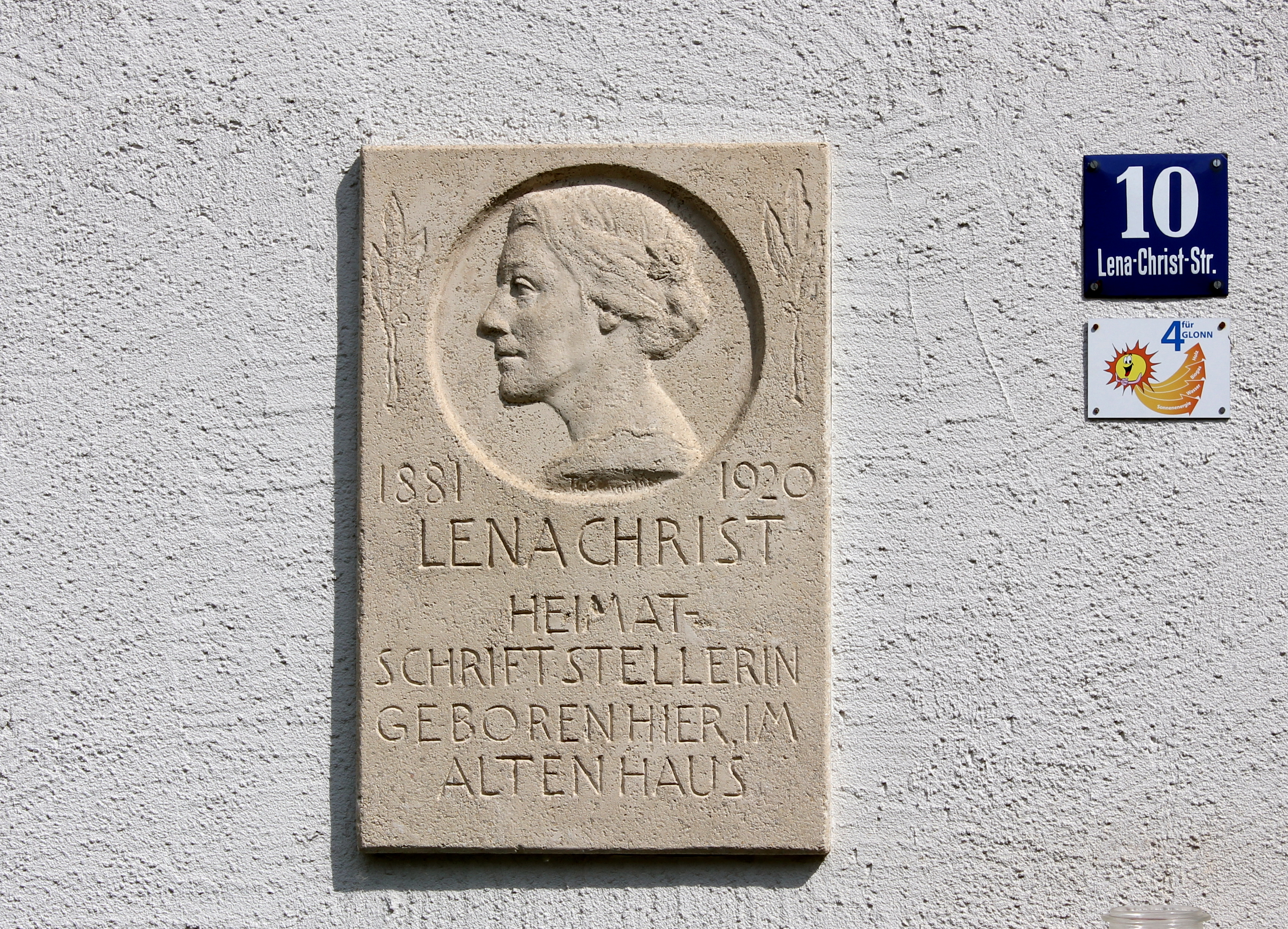
Lena-Christ-Gedenktafel am Geburtshaus in Glonn

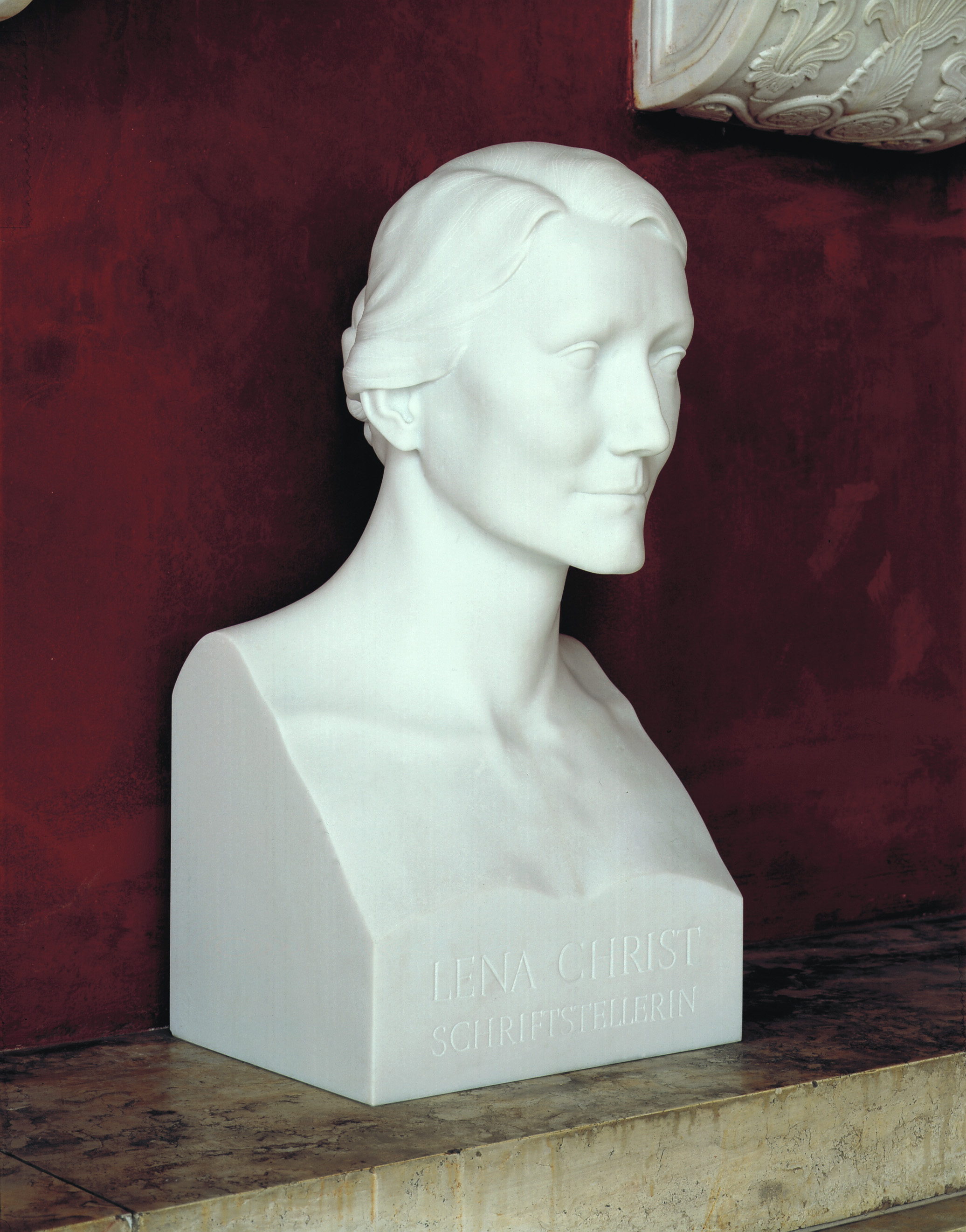
Marmorbüste von Martin Kargruber der Lena Christ in der Ruhmeshalle in München

- Das Heimatmuseum in Glonn (Klosterweg 7) besitzt Andenken und Bücher der Autorin.
- Nachdem ihr Urenkel Peter Dietz 2010 nach dem Tod ihrer Enkelin dem Münchner Monacensia Literaturarchiv den schriftlichen Nachlass überlassen hatte, konnte im Juli 2012 eine große Ausstellung unter dem Titel Lena Christ – die Glückssucherin eröffnen. Diese wurde von der Kuratorin Gunna Wendt eingerichtet.[23]

Denkmäler
- Am Rathaus in Glonn steht ihre Büste.
- Nach Beschluss des Bayerischen Ministerrates im Jahr 1997 wurde am 3. April 2000 eine von dem Bildhauer Martin Kargruber geschaffene Büste der Lena Christ in der Ruhmeshalle an der Theresienwiese in München aufgestellt.

Gedenktafeln
- An ihrem Geburtshaus („Schäfflerhaus“) in Glonn wurde 1923 eine Gedenktafel angebracht.[24] Für den Neubau wurde eine neue Gedenktafel von Theodor Georgii geschaffen.[25]
- Tafeln an zwei ihrer ehemaligen Wohnhäuser in München (Sandstraße 45 und Linprunstraße 35) erinnern ebenfalls an sie.
- Auch in Landshut gibt es eine Gedenktafel.

Lena Christ als Namensgeberin
- Zu ihren Ehren wurde die Straße in Glonn, in der sie geboren wurde und aufwuchs, „Lena-Christ-Straße“ benannt. Ihr Geburtshaus bzw. der an gleicher Stelle entstandene Neubau bekam die Hausnummer 10.
- In weiteren Kommunen wurden Straßen nach Lena Christ benannt, beispielsweise im Münchener Stadtteil Milbertshofen, in Burghausen und im Regensburger Stadtteil Burgweinting.[26]
- „Lena-Christ-Realschule“ in Markt Schwaben (wie der Geburtsort Glonn ebenfalls im Landkreis Ebersberg).[27]
- Das Haus, in dem sie in Landshut zwei Jahre lang wohnte (Maximilianstraße 8), wurde „Lena-Christ-Haus“ benannt. Eine Gedenktafel erinnert an die Schriftstellerin.
- In der Stadthalle Germering ist ein Saal nach ihr benannt.
- Der ehemalige Gasthof „Neuwirt“ in Glonn, unmittelbar gegenüber ihrem Geburtshaus, richtete ein Lena-Christ-Stüberl ein, das in einem Nebenraum ein paar Andenken an die Schriftstellerin enthielt.

## Werke

### Bücher

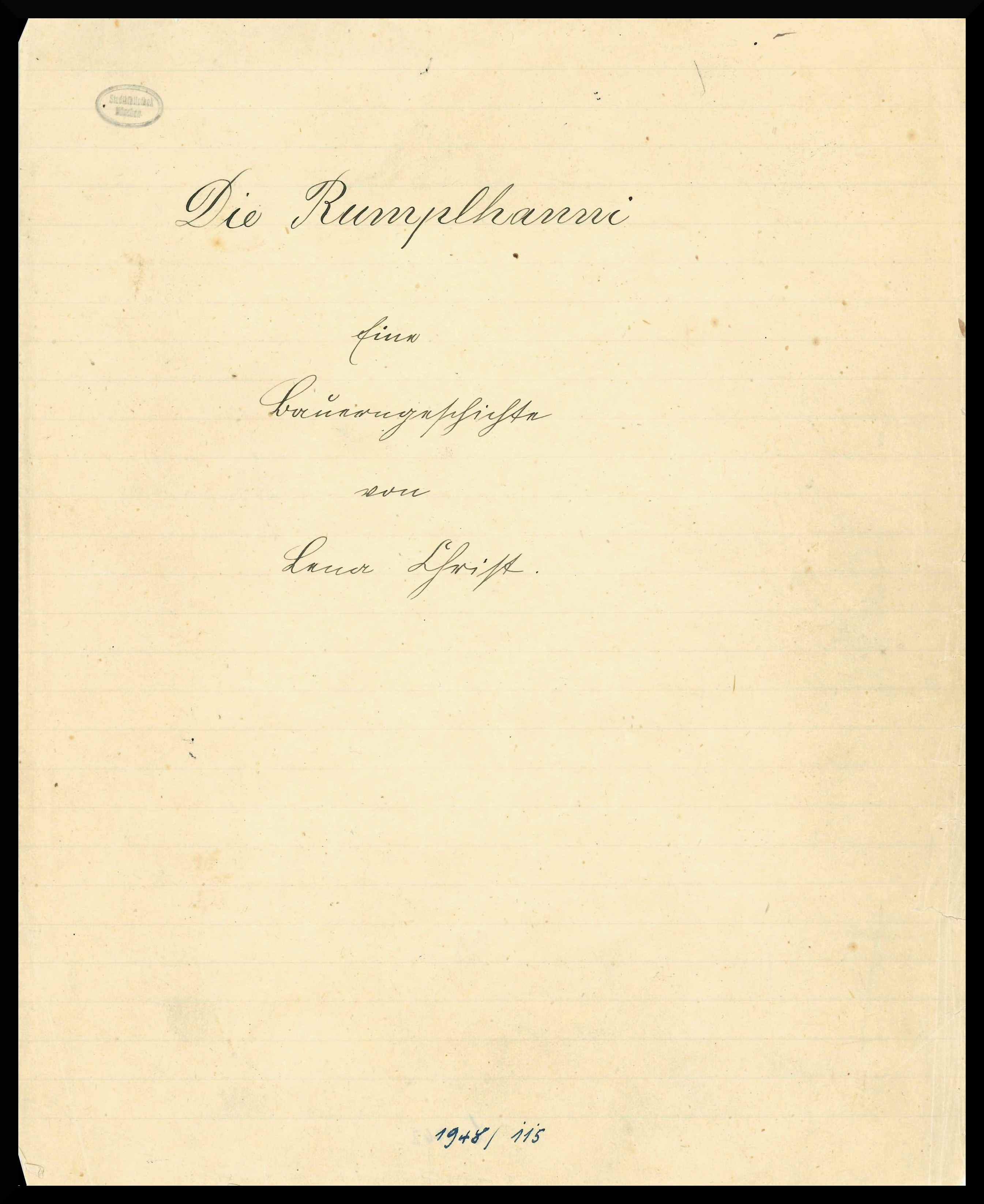
Titelseite vom Manuskript „Die Rumplhanni“

- Gesammelte Werke. List-Verlag, 1997, ISBN 3-471-77244-8.
- Erinnerungen einer Überflüssigen. Albert Langen, München 1912
  - dtv, München 1999, ISBN 3-423-12657-4.
- Lausdirndlgeschichten. Martin Mörikes Verlag, 1913
  - 2. Auflage, Ehrenwirth, München 1983, ISBN 3-431-02423-8.
  - Allitera Verlag, München 2012, ISBN 978-3-86906-308-9.
- Mathias Bichler. Albert Langen, München 1914.
  - dtv, München 1989, ISBN 3-423-11035-X.
  - Allitera Verlag, München 2012, ISBN 978-3-86906-302-7.
- Unsere Bayern anno 14. Erster Teil. Albert Langen, München 1914.
  - Allitera Verlag, München 2014, ISBN 978-3-86906-620-2.
- Unsere Bayern anno 14/15. Zweiter Teil. Albert Langen, München 1915.
- Unsere Bayern anno 14/15. Dritter Teil. Albert Langen, München 1915.
- Die Rumplhanni Albert Langen, München 1916.
  - dtv, München 1988, ISBN 3-423-10904-1.
- Bauern Bayerische Geschichten. Paul List Verlag, Leipzig 1919.
  - dtv, München 1990, ISBN 3-423-11169-0.
- Madam Bäuerin. Paul List Verlag, Leipzig 1920.
  - dtv, München 1989, ISBN 3-423-11089-9.
  - Allitera Verlag, München 2012, ISBN 978-3-86906-301-0.
- Liebesgeschichten. Allitera Verlag, München 2012, ISBN 978-3-86906-309-6.

### Verfilmungen
- Der Fall Lena Christ. (TV-D, 1970), unter der Regie von Hans W. Geissendörfer, mit Eberhard Peiker, Paul Stieber-Walter, Sofie Strehlow, Heidi Stroh u. a.
- Die Rumplhanni. (TV-D, 1981) von Regisseur Rainer Wolffhardt, mit Monika Baumgartner, Karl Obermayr, Enzi Fuchs, Hansi Kraus u.a
- Madame Bäurin. (D, 1993) von Regisseur Franz Xaver Bogner, mit Julia Stemberger, Francis Fulton-Smith, Hanna Schygulla, Franz Xaver Kroetz u. a.

## Hörspiele
- Madam Bäurin. Hörspiel mit Wastl Witt, Grete Anders, Hans Baur, Elfie Pertramer, Ruth Kappelsberger, Ida Schumacher und anderen. Bearbeitung: Peter Bendix, Regie: Peter Glas. Produktion: Bayerischer Rundfunk 1951.
- Erinnerungen einer Überflüssigen. Zweiteiliges Hörspiel mit Brigitte Hobmeier, Helena Schrei, Johanna Bittenbinder, Katja Bürkle, Sarah Camp und anderen. Musik: Evi Keglmaier und Greulix Schrank. Bearbeitung und Regie: Stefanie Ramb. Bayern 2. 2020.[28][29]

### Hörbücher
- Die Rumplhanni. Mit Eva Sixt, Rüdiger Hacker, Gerd Burger, Tanja Raith, Karin Thaller, Matthias Winter, Hans Schröck u. a. Regie Dieter Lohr. LOhrBär-Verlag 2014, ISBN 978-3-939529-13-2.